# Система 902 «Туча»
Система АЕК-902 «Туча» — советская унифицированная система запуска 81-мм дымовых гранат с объектов бронетанковой техники.

## История
Система была разработана научно-исследовательским институтом прикладной химии в 1979 году и после завершения испытаний принята на вооружение в 1980 году (вариант 902А «Туча-1»), в дальнейшем были разработаны варианты 902Б и 902В.
Изначально устанавливалась на бронетехнику СССР (танки Т-62, Т-64, Т-72, Т-80, боевые машины пехоты БМП-1П, БМП-2, БМП-3, разведывательные машины БРМ-1К, боевые машины десанта БМД-3 и др.) и стран Организации Варшавского Договора, после самороспуска ОВД в 1991 году она поставлялась на экспорт и получила широкое распространение в различных странах мира.
Система устанавливается не только на новую бронетехнику производства стран Восточной Европы (в качестве примера можно привести российские Т-90 и БМД-4, украинские Т-84, БТР-3 и БТР-4), но и на ранее выпущенную советскую бронетехнику в ходе её модернизации (в качестве примера можно привести украинские БТР-80УП и БМП-1У, белорусские БТР-70МБ1 и болгарские БТР-60ПБ-МД1).
Системы 902В «Туча» производятся в Словакии (на заводе в городе Дубница-над-Вагом).
В декабре 2017 года производство систем 902В «Туча» было освоено в Белоруссии (их производит предприятие в городе Барань).

## Описание
Система предназначена для постановки аэрозольных дымовых завес для задымления участков местности в целях маскировки.
Пусковое устройство представляет собой 81-мм гладкоствольный гранатомёт-мортирку массой 1,35 кг с длиной ствола 270 мм, оснащённый электроспуском, который неподвижно крепится к корпусу бронемашины (возможна сборка нескольких пусковых гранатомётов в единый блок).
Общая масса системы из шести мортирок с креплениями — 10,4 кг пустой и 24,5 кг снаряженной.
В качестве боеприпасов используются 81-мм дымовые гранаты 3Д6, 3Д6М и 3Д17 длиной 220 мм и весом 2,34 кг.
Дальность пуска гранат составляет около 300 м. Начало интенсивного дымообразования 10-20 секунд, продолжительность интенсивного дымообразования — до 2,5 минут. Длина непросматриваемой завесы серо-чёрного дыма — 30-45 м, высота завесы — около 8 м.

## Варианты и модификации
Система производится в нескольких вариантах исполнения: 902А, 902Б, 902В, 902Г и 902У.